# Bernos-Beaulac
Bernos-Beaulac – miejscowość i gmina we Francji, w regionie Nowa Akwitania, w departamencie Żyronda.
Według danych na rok 1990 gminę zamieszkiwało 1020 osób, a gęstość zaludnienia wynosiła 28 osób/km² (wśród 2290 gmin Akwitanii Bernos-Beaulac plasuje się na 422. miejscu pod względem liczby ludności, natomiast pod względem powierzchni na miejscu 208.).